# Hermann Schäfer
Hermann Schäfer (Düsseldorf, 29 oktober 1911 – Alzenau, 10 augustus 1977) was een Duits componist en dirigent. Voor bepaalde werken gebruikte hij het pseudoniem: Tom Glady. 

## Levensloop
Schäfer kreeg muzieklessen bij Hermann Pfeifer in Wuppertal en studeerde muziek aan de Hochschule für Musik in Keulen en aan de Universiteit van de Kunsten in Berlijn. In Berlijn behaalde hij het diploma als kapelmeester.
Aansluitend werd hij dirigent bij het Marine-muziekkorps op de pantserkruiser Graf Spee en later van het Marine-muziekkorps op het slagschip Gneisenau. Daarnaast dirigeerde hij aan het stedelijk theater te Kiel. Na de Tweede Wereldoorlog was hij bij verschillende orkesten dirigent. Bij de oprichting van de Bundeswehr in de Bondsrepubliek Duitsland ging hij als dirigent van een Marine muziekkorps weer in dienst. Nadat hij met pensioen gegaan was heeft hij met het Großes Blasorchester "Die Wikenger" verschillende plaatopnames verzorgd.
Naast zijn werkzaamheden als dirigent heeft hij ook gecomponeerd en verschillende werken voor harmonieorkest geschreven.

## Composities

### Werken voor harmonieorkest
- 1975 Festliche Eröffnungsmusik
- 1975 Korona Fanfare
- 1977 Trompeten-Bravour, voor 3 tot 4 trompetten en harmonieorkest
- Europa Fanfare
- Old Friends

### Werken voor koren
- Vier liederen uit het "Heiteres Herbarium", voor gemengd koor - tekst: Karl Heinrich Waggerl